# Julius Herz (Musiker)
Julius Herz (* 13. März 1841 in Schwerin, Mecklenburg; † 23. August 1898 in Mordialloc, ein Stadtteil von Melbourne in Victoria in Australien) war ein Komponist, Organist und Musiklehrer.

## Berlin
Über Julius Herz frühes Leben ist wenig bekannt. Er ging in Berlin zur Schule und anschließend auf das Stern’sches Konservatorium, wo er von dem Musikpädagogen Julius Stern unterrichtet wurde. Anschließend erteilte Herz Unterricht als Meister an diesem Konservatorium.

## Australien
Im Jahr 1865 wanderte er nach Victoria in Australien aus. 1867 heiratete er Anna Margarita Freyberger. Sie hatten acht Söhne und eine Tochter. In Victoria wurde Herz Mitglied der Victorian Association of Professional Musicians, die Charles Horsley gegründet hatte. Herz war an der Gründung der Prahran und South Yarra Musical Union maßgeblich beteiligt und im Jahr 1870 war er Mitgründer der South Yarra Liedertafel, ein Männer-Gesangsverein. Diese Liedertafel wurde später zur Metropolitan Liedertafel. 1873 war Herz für die Brighton Harmonic Society tätig.
Julius Herz war als Organist an verschiedenen Kirchen in Melbourne, vor allem an Christlichen Kirchen in Hawthorn und in der St James's Cathedral tätig. Er gab auch Gesangsunterricht und Unterricht an Instrumenten. Herz arbeitete ferner für die Musical Association of Victoria. In der Metropolitan Liedertafel bekleidete er die Position des Leiters von 1870 bis 1892. Als Herz 1881 mit acht anderen Mitgliedern der Metropolitan Liedertafel nach Sydney reiste, führte dies zur Gründung der Liedertafel in Sydney. In der Town Hall von Melbourne führte er Georg Friedrich Händels Oratorium Messiah und von Ludwig von Beethovens die Sinfoniekantate Neunte Symphony mehrmals mit großem Erfolg auf. 1889 unterstützte er die Society of Musicians of Australia bei der Gründung der Royal Society of Musicians in England. Herz finanzierte die Gründung eines Lehrstuhls für Musik an der University of Melbourne mit £ 20.000.
Als William Robinson Gouverneur von Western Australia geworden war, ein Freund und Förderer von Herz, ging er im Jahr 1892 dorthin. Herz komponierte dort eine Oper, anschließend ging er 1894 nach Melbourne zurück.